# Queen Elizabeth II Bridge
Il Queen Elizabeth II Bridge o Ponte di Queen Elizabeth è un ponte sospeso sul Tamigi sito a sud est di Londra. Esso è alto 137 m e lungo 812 m ed è stato inaugurato nel 1991 dalla regina Elisabetta II.
Il ponte, a pedaggio, chiude l'anello, che avvolge l'area della Greater London, costituito dall'autostrada M25. Esso è stato costruito nelle vicinanze di due tunnel che sottopassano il fiume Tamigi.
Quando venne aperto era il più lungo ponte strallato d'Europa ed il 34º al mondo.
Esso è il ponte più orientale che attraversi il Tamigi e quando venne aperto era il secondo ad est di London Bridge ad essere costruito da oltre mille anni. La motivazione per la mancata costruzione di ponti era la necessità di consentire l'ingresso delle navi al porto fluviale di Londra.

## Caratteristiche
La lunghezza della campata principale del ponte misura 450 m. Questa sommata alle altre due campate laterali di 181 m. ciascuna, determinano una lunghezza totale di 812 metri. Il ponte è supportato da due pilastri in calcestruzzo.
Esso è raccordato, alle due estremità, da due viadotti in calcestruzzo lunghi rispettivamente 1.052 m e 1.008. La lunghezza totale della struttura, rampe di accesso comprese, è dunque di 2.872 metri.
La struttura stradale del ponte è sostenuta da cavi collegati alle due torri in acciaio montate su piloni in calcestruzzo.
Il punto più elevato della strada si trova a 65 metri sul livello del fiume e consente il passaggio di navi alte fino a 57,5 metri. Questo consente il passaggio delle più grandi navi da crociera che approdano al porto di Londra.

## Costruzione

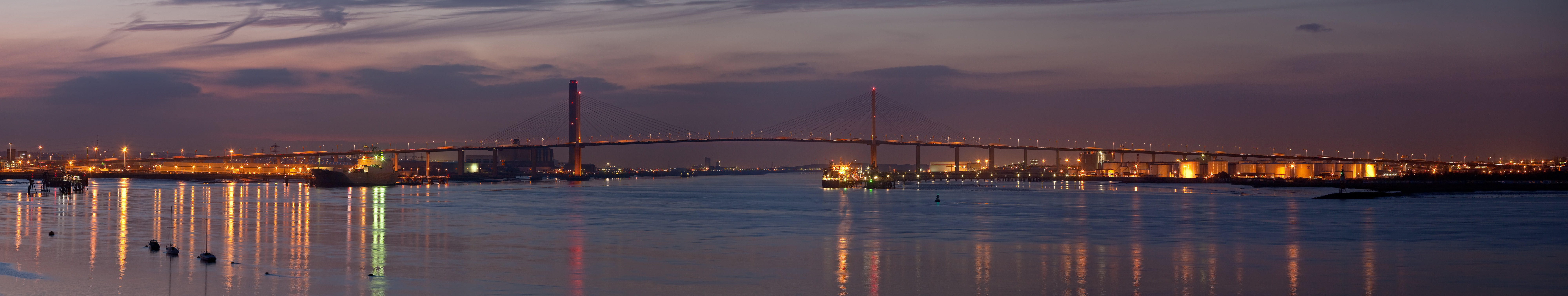
Il Queen Elizabeth II Bridge visto da Greenhithe, 2,5 km ad est in Kent.

La costruzione del ponte un fu uno dei primi esempi di infrastrutture governative realizzate dall'iniziativa privata. Autorizzato da una legge del Parlamento del 1988, la costruzione ebbe inizio nell'agosto del 1988 ed il ponte fu terminato il 7 giugno 1991, mentre il ponte venne aperto al transito il 30 ottobre 1991. La sua durata massima è prevista in 120 anni.
Il ponte è stato progettato dall'ingegnere tedesco Hellmut Homberg e questo fu il suo ultimo lavoro prima della morte che lo colse nel luglio del 1990.

## Motivi di temporanea chiusura
A causa della sua altezza, il ponte deve essere chiuso al transito in occasione di venti piuttosto elevati o di cattive condizioni atmosferiche. Contrariamente a quanto avviene per gli altri ponti, i disagi relativi alla temporanea chiusura sono mitigati dall'utilizzo dei Dartford tunnels che erano impiegati prima della costruzione del ponte.